# 楓子
楓子（ふうこ、1996年2月4日 - ）は、日本の女性シンガーソングライター。山口県出身。

## 人物
エリザベト音楽大学を卒業後、プロの歌手としてLINKsRINGに所属し広島を中心に活動。
大学時代は「BeLIGHT」というグループを組み音楽活動をしていた。

## 略歴
- 2016年、鞍掛城祭り公式テーマソング[2][3]を担当。
- 2017年、初のレギュラーパーソナリティを務めるラジオ番組「ある物語とその主題歌」（FMはつかいち）開始。
- 2017年、全曲自身による作詞・作曲のアルバム『Best SMILE』をリリース。
- 2018年、広島市こども文化科学館のプラネタリウムで朗読と歌のイベントを開催。
- 2018年、アシスタントパーソナリティを務めるラジオ番組「久保田夏菜とカンボジア」（FMはつかいち）開始。
- 2018年、2018年8月21日広島東洋カープvsヤクルト戦にて国歌斉唱。
- 2018年、広島・似島バウムクーヘン100周年テーマソング[4][5]に選ばれ、歌を披露。二日連続でMazda Zoom-Zoomスタジアムで歌うという貴重な経験をする。
- 2019年、冠でパーソナリティを務めるラジオ番組「楓子のシュワらじ」（FMはつかいち）開始。
- 2025年、テレビ新広島のスポーツテーマソング「ずきゅん。」を担当[6]